# Początek istnienia osoby ludzkiej
Początek istnienia osoby ludzkiej – moment, w którym po raz pierwszy człowiek zostaje uznany za osobę. Granice człowieczeństwa mogą być oznaczane na wiele sposobów. Występują różnice poglądów na temat dokładnego czasu, w którym człowiek zaczyna mieć status osoby i charakteru tego statusu. Kwestia ta pojawia się w wielu dziedzinach, w tym w nauce, religii, filozofii i prawie, i jest najczęściej poruszana w debatach dotyczących aborcji, badań nad komórkami macierzystymi, praw reprodukcyjnych i praw płodu

## Kryteria  człowieczeństwa
Jednym z podstawowych pytań bioetycznych jest pytanie o moment rozpoczęcia istnienia człowieka, czyli w którym momencie życia można przypisać ludzkiemu życiu wartość moralną. Jak na razie nie wypracowano jednolitych kryteriów człowieczeństwa i jest kilka prób odpowiedzi na ten temat:
- kryterium genetyczne;
- kryterium neurologiczne;
- kryterium animacji;
- kryterium zdolności płodu do życia poza organizmem matki;
- kryterium narodzin;
- kryterium pragmatyczne.

Kryterium genetyczne poparte jeszcze zasadą potencjalności w praktyce utożsamia zapłodnioną komórkę jajową z osobą ludzką, co wśród części naukowców budzi kontrowersje. W konsekwencji bowiem prowadzi do odrzucenia wszelkich form ingerencji w naturalne poczęcie człowieka, jak również wprowadza całkowitą ochronę poczętego życia ludzkiego. Kryterium to jest przywoływane przez różne religie (najczęściej przez protestantów i katolików). Jeśli zaś odrzuca się kryterium genetyczne, mogą nasunąć się wątpliwości co do tego, na ile biomedycyna może ingerować w początkowe etapy rozwoju człowieka.

## Poglądy największych religii
Dla większości wyznań i religii poczęcie jest istotnym momentem w życiu konkretnej jednostki ludzkiej.

### Buddyzm
W filozofii buddyjskiej poczęcie jest związane z procesem odrodzenia i stanowi połączenie trzech warunków: aktu seksualnego rodziców (coitus), płodności matki i obecności świadomości w pośmiertnym stanie pośrednim bardo.
Poczęcie jest początkiem nowego życia, którego nie wolno niszczyć. Aborcja, środki powodujące niemożliwość zagnieżdżenia się zapłodnionego jaja, a nawet zabiegi in vitro są niedopuszczalne, ponieważ zabijane są ludzkie istoty. Same zabiegi in vitro, gdyby nie produkować nadliczbowych embrionów, chociaż budzą zastrzeżenia (probówka jest środowiskiem mniej gościnnym dla powstania życia niż łono matki), mogłyby być w buddyzmie rozważane jako akceptowalne.

### Chrześcijaństwo

#### Kościół katolicki
Doktryna katolicka na temat początków życia ludzkiego pod wpływem rozwoju nauk medycznych została zebrana i usystematyzowana przez Pawła VI w encyklice Humanae vitae, a niektóre szczegółowe zagadnienia doprecyzowała Kongregacja Nauki Wiary w  instrukcji „o szacunku dla rodzącego się życia i o godności jego przekazywania” Donum vitae. Instrukcja ta najpełniej prezentuje stanowisko Kościoła. Wydana w 2008 roku instrukcja Dignitas personae potwierdzając dotychczasowe nauczanie Magisterium Kościoła, podaje odpowiedzi na nowe pytania bioetyczne.
W nauce Kościoła katolickiego poczęcie stanowi początek nowego posiadającego swoją godność osobowego bytu ludzkiego. Godność człowieka nigdy nie może być umniejszona, okaleczona, czy zniszczona, ponieważ źródłem tej godności jest Bóg. Ponadto życie jako dar Boga Stwórcy i Pana życia jest święte i nienaruszalne od samego początku, a gwarantem godności i świętości poczętego życia jest sakramentalność i świętość małżeństwa. Bowiem jak zauważa Jan Paweł II: „małżonkowie jako rodzice są współpracownikami Boga-Stwórcy w poczęciu i zrodzeniu nowego człowieka”. Więc oddzielanie prokreacji od całkowicie osobistego kontekstu aktu małżeńskiego jest dla Kościoła etycznie nie do przyjęcia.
Niezależnie od okoliczności powstania poczęte życie ludzkie jako dar Boży powinno być – według nauki Kościoła – otoczone troską i miłością, czyli powinno przede wszystkim mieć prawo do dalszego rozwoju. Przez poczęcie powstaje nowy człowiek, o którego życiu inni nie mają prawa decydować. Dlatego Kościół ustanowił sankcję karną za przerwanie nienarodzonego życia: „Kto powoduje przerywanie ciąży, po zaistnieniu skutku, podlega ekskomunice wiążącej mocą samego prawa” (Kan. 1398). Przy czym za powstanie ciąży uważa się zapłodnienie komórki jajowej.

#### Kościół prawosławny
Prawosławie naucza, że poczęcie wymaga aktu stwórczego Boga, dlatego życie ludzkie jest święte i nienaruszalne od samego jego początku. Każdy człowiek już od chwili poczęcia jest „dzieckiem Bożym”, powołanym do przebóstwienia, tzn. zjednoczenia z Bogiem przez łaskę (por. 2 P 1,4), więc od początku swojego istnienia posiada nie tylko tożsamość genetyczną, lecz także osobową i pozostaje w ścisłej relacji z Bogiem.
Cerkwie prawosławne nie są tak jurydyczne, jak Kościół katolicki. Większą uwagę zwraca się w nich na działanie Bożej łaski, bosko-ludzką współpracę i poszukiwanie przez człowieka woli Bożej. W związku z tym nie ma tak rygorystycznego podejścia do zapłodnienia pozaustrojowego, jak w Kościele katolickim, i jednoznacznie się go nie zakazuje. Natomiast przestrzega wiernych przed podjęciem takiej decyzji, gdyż poczęcie poza organizmem matki prowadzi do ingerencji w misterium człowieka i człowieczeństwa, desakralizując początek życia. Ponadto poczęcie w warunkach laboratoryjnych jest pozbawione miłości rodziców, ich intymności i czułości. Dlatego też, jak zauważa ks. Andriej Lorgus: „małżonkowie powinni mieć świadomość tego, że podjęcie takiej decyzji jest pozbawione jakiegokolwiek moralnego i duchowego sensu, ponieważ  ich  rodzicielstwo  zostało  zrealizowane  w  tym  przypadku w  sposób  nienaturalny,  czyli  w  sposób  przeciwny  naturze”.
Zaznaczyć należy, że z prawosławnego punktu widzenia nie można traktować metod wspomaganej reprodukcji, jako sposobów leczenia niepłodności.

### Islam
W tradycji islamskiej poczęcie jest istotnym momentem, bowiem od tej chwili nad nowym życiem czuwa anioł, jak również i sama kobieta jest otaczana szczególną opieką. Aczkolwiek do chwili otrzymania duszy, czyli do ok. 120 dnia od zapłodnienia, według niektórych uczonych specjalizujących się w prawie islamskim, nie wyklucza się wypadków, w których można rozważać prawo do przerwania ciąży. Wśród uczonych można znaleźć różne pozycje na temat początku życia płodu. Dawniej, według klasycznej opinii, juryści uważali, że płód do 120 dnia nie jest zdolny do życia, wzrastania i rozwoju. Współcześnie, dzięki danym dostarczanym przez nowoczesną medyczną diagnostykę, która pozwala w sposób widoczny i definitywny wykryć życie płodu we wczesnych stadiach, wielu jurystów islamskich powstrzymuje się od stosowania reguły 120 dni. Według uczonych przyjmujących węższą interpretację prawa, od tego momentu, gdy sperma mężczyzny znajdzie się w łonie kobiety, przeznaczeniem nasienia jest utworzenie nowego życia i nikt nie ma prawa ingerować w ten proces.

### Judaizm
W judaizmie życie kobiety nastawione jest na maksymalną prokreację, jednakże wartość płodu nie jest zbyt wielka. Narodziny są momentem, w którym przychodzący na świat człowiek zostaje uznany za istotę żyjącą.

### Hinduizm
W hinduizmie poczęcie stanowi ważny element cyklu wędrówki dusz. Tradycyjnie od tego momentu liczono wiek człowieka (nie od narodzin). Zabicie poczętego życia jest uznawane za zbrodnię, a nawet morderstwo.

### Świadkowie Jehowy
Świadkowie Jehowy uważają, że życie pochodzi od Jehowy Boga, który w Biblii został nazwany „źródłem życia” (Ps 36:9; 127:3; Dz 17:24, 25). Dlatego wierzą oni, że od chwili poczęcia, to jest od zapłodnienia, życie nienarodzonego dziecka jest bardzo cenne w oczach Boga. Z tego powodu sprzeciwiają się i wystrzegają się aborcji. Ponieważ Biblia szczegółowo ustala zasady dotyczące małżeństwa oraz moralności płciowej, uważają za niedozwolone doprowadzanie do poczęcia lub rozwoju ciąży z wykorzystaniem plemników, komórek jajowych bądź embrionów, pochodzących od obcych (pozamałżeńskich) dawców (wyklucza to macierzyństwo zastępcze i niektóre inne metody przezwyciężania niepłodności).